# Gerhard Fels

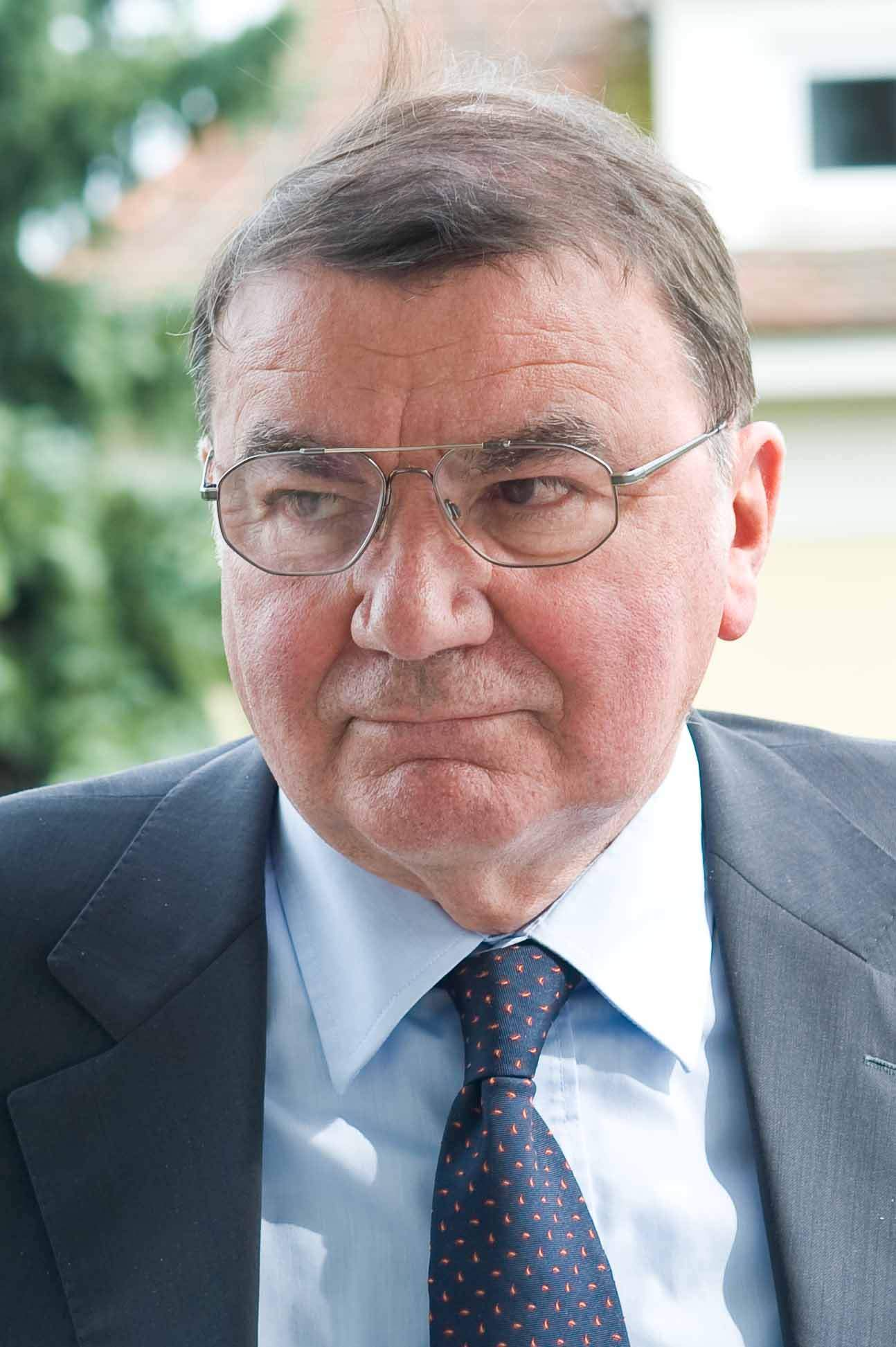
Gerhard Fels, 2007

Gerhard Karl Fels (* 17. Juni 1939 in Baumholder/Birkenfeld; † 16. Juli 2025 in Bergisch Gladbach) war ein deutscher Wirtschaftswissenschaftler und Nationalökonom. Er war Mitverfasser und prominenter Vertreter der angebotstheoretischen Wende in Deutschland, war von 1976 bis 1982 einer der Fünf Weisen im Sachverständigenrat zur Begutachtung der gesamtwirtschaftlichen Entwicklung und von 1983 bis 2004 Leiter des Instituts der deutschen Wirtschaft in Köln.

## Jugend und Ausbildung
Gerhard Fels war der Sohn des Landwirts und Sägewerkbesitzers Karl Fels und der Näherin und Hausfrau Frieda Fels aus Baumholder/Kreis Birkenfeld (Rheinland-Pfalz). Die Familie stammt väterlicherseits aus Baumholder (Rheinland-Pfalz), die Mutter Frieda war eine Tochter der Eheleute Wilhelm und Charlotte Schug aus Baumholder. Fels besuchte das Göttenbach-Gymnasium in Idar-Oberstein. Nach dem Abitur im Frühjahr 1959 absolvierte er eineinhalb Jahre seinen Dienst in der Bundeswehr und wurde im Range eines Leutnants der Reserve entlassen. Im Herbst 1960 begann er ein Studium der Wirtschaftswissenschaften zunächst an der Universität Bonn, danach an der Universität des Saarlandes; seine Diplomarbeit zum Diplom-Volkswirt (1965 bei Egon Sohmen) behandelte die Theorie des Faktorpreisausgleichs im internationalen Handel. Bei Fels’ akademischen und später auch beruflichen Mentor Herbert Giersch wurde er 1969 in Saarbrücken mit der Dissertation Der internationale Preiszusammenhang zum Dr. rer. pol. (Doktor der Wirtschafts- und Sozialwissenschaften) promoviert.

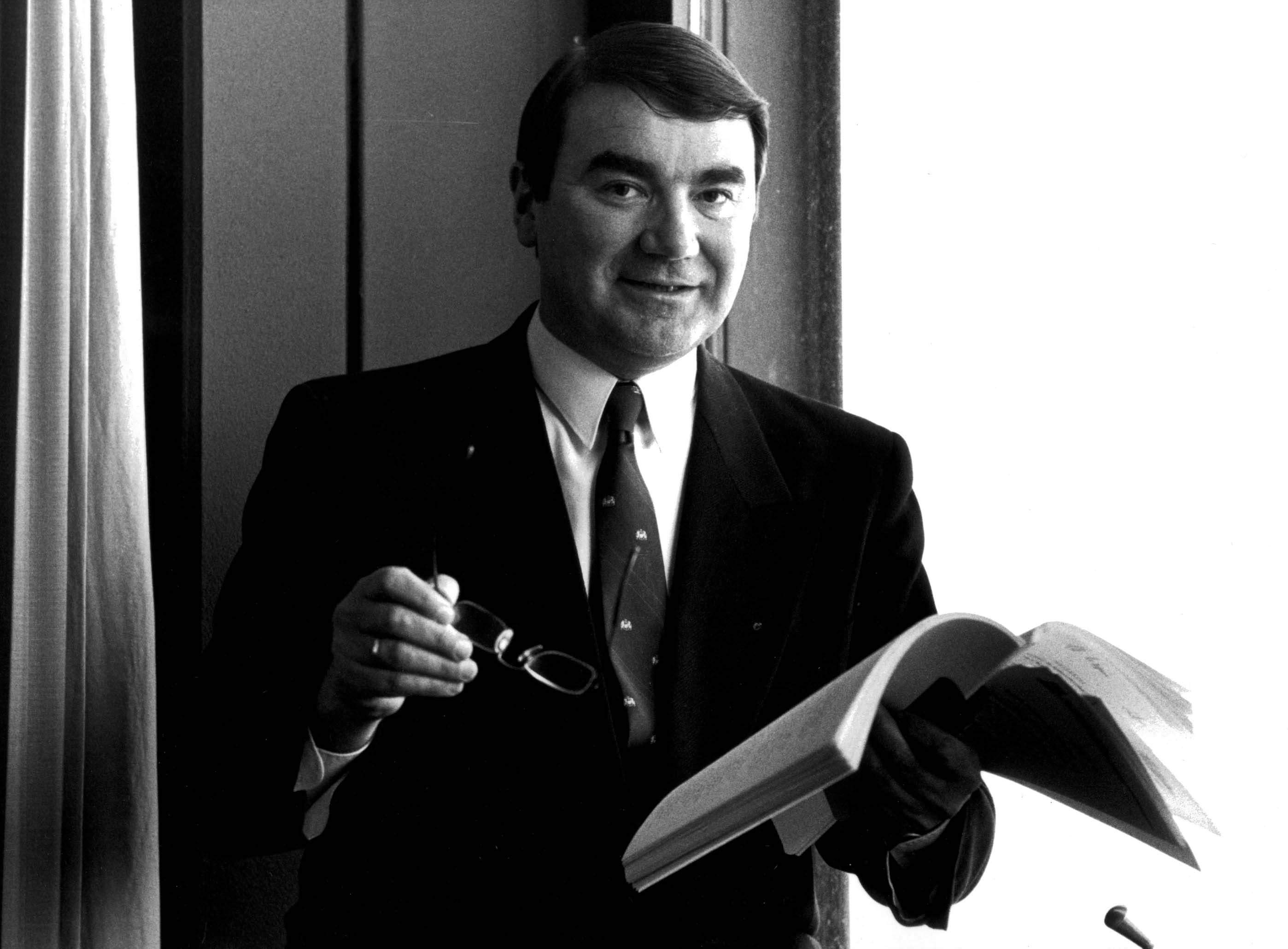
Gerhard Fels liest aus dem Gutachten zur gesamtwirtschaftlichen Entwicklung 1976, in dem erstmals eine angebotsorientierte Wirtschaftspolitik gefordert wurde

## Berufliche Laufbahn
Fels gehörte von 1964 bis 1969 als Wissenschaftlicher Mitarbeiter zum Stab des Sachverständigenrats zur Begutachtung der gesamtwirtschaftlichen Entwicklung (SVR), der 1963 entstanden war. Von 1966 an arbeitete er dort drei bis vier Monate im Jahr bei der unmittelbaren Vorbereitung des Jahresgutachtens, die übrige Zeit war er Assistent bei Giersch am Saarbrücker Institut für europäische Wirtschaftspolitik.

### Kieler Jahre
Mitte 1969 übernahm sein Lehrer Giersch als Präsident die Leitung des Instituts für Weltwirtschaft (IfW), das zur Universität Kiel gehört. Fels folgte ihm wie auch andere liberale Ökonomen aus Saarbrücken. 1971 übernahm er die Leitung der dortigen Abteilung Struktur und Weltwirtschaft und wurde 1976 zum stellvertretenden Präsidenten des Instituts berufen. Neben seiner Arbeit beim IfW lehrte Fels als Honorarprofessor an der Universität Kiel in den Jahren von 1974 bis 1985. Als einer von nur wenigen Ökonomen aus Deutschland erwarb sich Fels auch international Anerkennung. Von 1978 bis 1982 wurde Fels vom Entwicklungsministerium als erster deutscher Vertreter in das Committee for Development Planning der Vereinten Nationen (New York) entsendet, einem Sachverständigengremium aus 24 Experten, das die verschiedenen Organisationen der UNO auf Schwachstellen in der Weltwirtschaft aufmerksam machen sollte. Seit 1981 war er Mitglied des wissenschaftlichen Direktoriums des Forschungsinstituts der Deutschen Gesellschaft für Auswärtige Politik.

### Sachverständigenrat
Im Juni 1976 wurde Fels im Alter von 37 Jahren als Nachfolger von Norbert Kloten in den SVR als Vertreter der großen Konjunkturforschungsinstitute berufen, wo er wesentlich an der Formulierung des angebotspolitischen Konzeptes des Rats der fünf Weisen beteiligt war – zusammen mit Armin Gutowski, Gerhard Scherhorn, Kurt Schmidt, Olaf Sievert. Besonders das deshalb weithin bekannt gewordene Jahresgutachten 1976 plädierte für einen radikalen Kurswechsel der Wirtschaftspolitik. Nicht mehr die Steuerung der gesamtwirtschaftlichen Nachfrage sollte im Mittelpunkt stehen, sondern die Angebotsseite, d. h. die Bedingungen für Investitionen, Forschung und Entwicklung, Innovation und Qualifikation. Das Gutachten beruhte auch auf den Kieler Forschungsergebnissen über den wirtschaftlichen Strukturwandel. Erstmals tauchte der Begriff „Standort Deutschland“ auf, das Kürzel für den Problemkreis der Angebotspolitik. Ölpreisanstieg, Aufwertung der D-Mark und zunehmende Importe aus neuen Schwellenländern hatten die Struktur der deutschen Wirtschaft erneuerungsbedürftig werden lassen. Hinzu kam eine durch Konjunkturprogramme anwachsende Staatsverschuldung.
Während in Deutschland weite akademische Kreise und die Politik dem neuen Konzept zunächst kritisch gegenüberstanden, fand die „Revolution“ im Ausland statt. In Großbritannien begann Margaret Thatcher und in den Vereinigten Staaten Ronald Reagan eine neue Wirtschaftspolitik auf der Basis verwandter konzeptioneller Vorstellungen, die in den USA unter dem neuen Begriff der „Supply Side Economics“ zum Ausdruck kam. Es ist nicht belegt, dass die Amerikaner wahrgenommen hatten, was der SVR in vier Jahresgutachten als Angebotspolitik ausgearbeitet hatte. Die Aufmerksamkeit, welche die neue Wirtschaftspolitik Thatchers und Reagans weltweit fanden, rückten Anfang der achtziger Jahre in Deutschland die schon älteren Ideen des Sachverständigenrats erst richtig in den Mittelpunkt. Meilensteine des dann einsetzenden Umdenkens in Deutschland waren z. B. das Lambsdorff-Papier, der Regierungswechsel 1982 und der Konsolidierungskurs des damaligen Bundesfinanzministers Stoltenberg.
Ende Februar 1982 schied Fels aus dem Sachverständigenrat aus, obschon die Bundesregierung sich um einen weiteren Verbleib von ihm in dem Gremium bemühte.

### Institut der deutschen Wirtschaft in Köln
1983 übernahm Gerhard Fels als Direktor und Mitglied des Präsidiums von Burghard Freundenfeld die Leitung des Instituts der deutschen Wirtschaft (IW) in Köln. Unter Fels’ 21-jähriger Führung erwarb sich das von großen Unternehmen und Verbänden finanzierte Institut den Ruf wissenschaftlicher Unabhängigkeit. Im Vordergrund der Forschung und Publikationen stand immer wieder die Standort-Thematik in all ihren Dimensionen. Dabei legte Fels großen Wert auf Untersuchungen mit solider theoretischer Fundierung und genauer empirischer Basis. Nach der Wiedervereinigung Deutschlands war Fels an unterschiedlicher Stelle direkt oder indirekt in den Transformationsprozess des abgewirtschafteten sozialistischen Systems in eine funktionierende Marktwirtschaft eingebunden; unter anderem wurde er Mitglied eines Beratergremiums beim letzten DDR-Ministerpräsidenten, Lothar de Maizière, der im Zuge der Verhandlungen des Staatsvertrages, der zur Einführung der D-Mark führte, auch westdeutschen Rat suchte. Parallel zu seiner Arbeit am Institut erhielt Fels ab 1983 eine Honorarprofessur an der Universität Köln, wo er einen Schwerpunkt auf die Lehre zu internationalen Wirtschaftsbeziehungen legte. 1988 wurde er in die renommierte Group of Thirty in Washington, D.C. berufen, und von 1991 bis 1999 war er Mitglied und seit 1995 Vorsitzender des Beirats des Deutschen Instituts für Japanstudien in Tokio. Am 1. Juli 2004 übergab er sein Amt als Direktor des Instituts der deutschen Wirtschaft an Michael Hüther. Aus Anlass der Verabschiedung von Fels’ veranstaltete das IfW am 22. Juni in Köln ein wissenschaftliches Symposium zum Thema angebotsorientierte Wirtschaftspolitik, unter anderem mit einem Vortrag des Präsidenten der Europäischen Zentralbank, Jean-Claude Trichet.

## Wirtschaftspolitische Positionen (Auszug)
In den fast drei Jahrzehnten, in denen Fels ein ständiger Mahner zur Stärkung der Wettbewerbsfähigkeit des Standortes Deutschland war, regten viele seiner Einzelpositionen öffentliche Diskussionen an. Er war ein entschiedener Gegner einer nachfrageorientierten Wirtschaftspolitik. So lehnte er 1997 den sogenannten Zwickel-Vorstoß für eine weitere Arbeitszeitverkürzung entschieden ab. Im Jahr 1998 wurde er als Kritiker der wirtschaftspolitischen Haltung des Kanzlerkandidaten Schröders bekannt. Fels positionierte sich 2002 als Gegner des Mainzer Modells der Regierung Schröder. Ebenfalls 2002 forderte er die Abschaffung des Ladenschlussgesetzes. Und im Jahr 2003 regte er die öffentliche Diskussion um den „… Abgabenkeil …“ an, der „… in Deutschland geradezu skandalöse Ausmaße angenommen …“ habe.

## Funktionen (Auszug)
Gerhard Fels war Teilnehmer oder Mitglied im Aufsichtsrat oder Vorstand verschiedener Gremien und Institutionen:
- Mitgründer und Mitglied im Kronberger Kreis (1981–1983)
- Teilnehmer am Bergedorfer Gesprächskreis der Körber-Stiftung[13]
- Mitglied der Group of Thirty
- Kurator und Botschafter der Initiative Neue Soziale Marktwirtschaft (bis 2004)
- Mitglied des Kuratoriums am Max-Planck-Institut für Gesellschaftsforschung (bis 2008)
- Vorsitzender des Stiftungsbeirats der Herbert Giersch Stiftung[14]
- Mitglied des Vorstandes der Vereinigung der Freunde des DIW Berlin (VdF) (bis 2004)
- Beirat der Klüh-Stiftung[15]
- Aufsichtsrat VHV VaG und Hannoversche Lebensversicherung AG
- Aufsichtsrat Swiss Re Germany AG (bis 2007)
- Präsidialrat der Dekra e. V.
- Aufsichtsrat Oppenheim KAG GmbH (bis 2009)
- Beirat der Nestlé S.A. (bis 2007)
- Mitglied der Ludwig-Erhard-Stiftung

## Familie
1962 heiratete Gerhard Fels in Baumholder Waltraut, geb. Endres (* 1940). Das Ehepaar hat drei Kinder: Joachim Fels (* 1962), der als Managing Director bei Pimco tätig ist, Florian Fels (* 1967) und Katrin Huppert (* 1970), geb. Fels. Am 16. Juli 2025 starb Gerhard Fels im Alter von 86 Jahren.

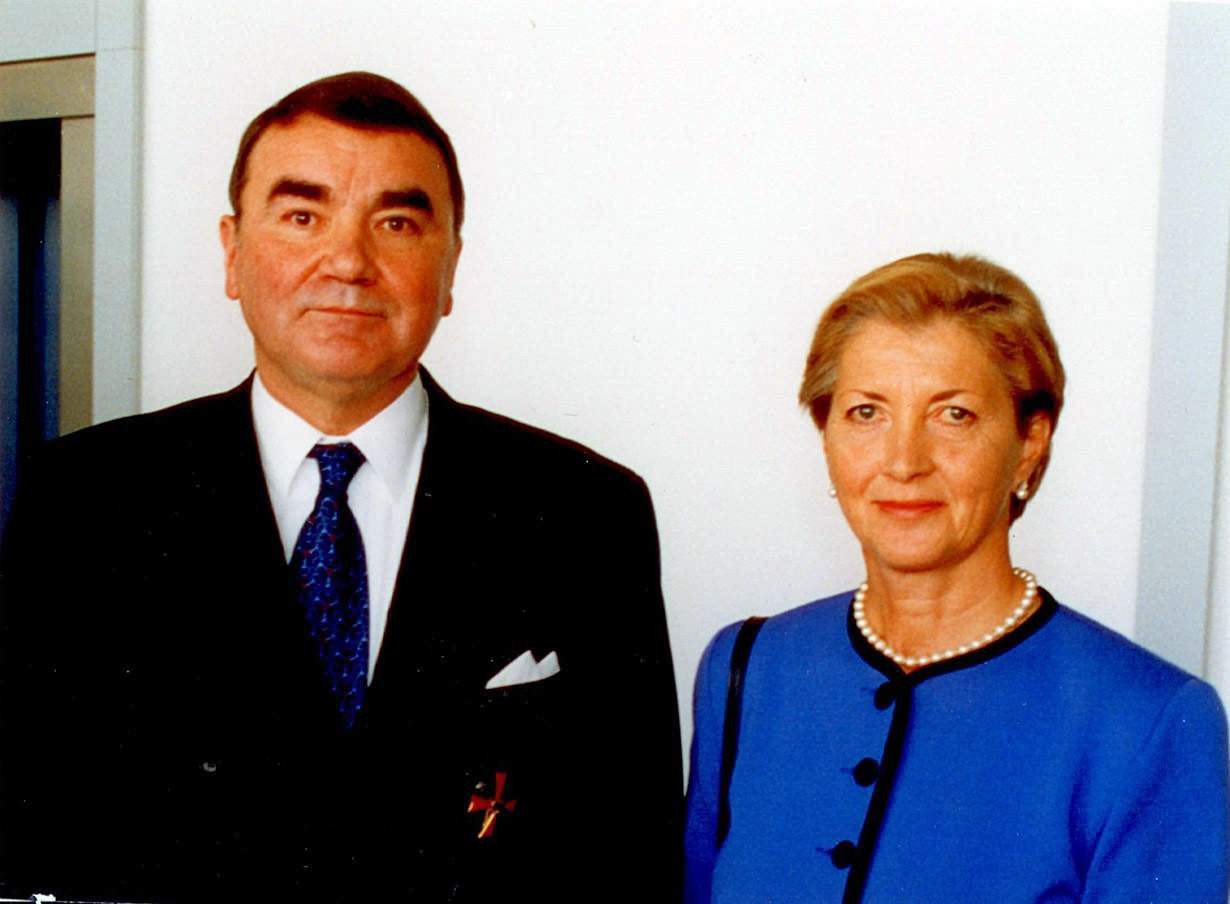
Gerhard Fels mit Ehefrau Waltraut am Tage seiner Auszeichnung mit dem Bundesverdienstkreuz 1998

## Auszeichnungen
- 1986: Bernhard-Harms-Medaille des Instituts für Weltwirtschaft Kiel[18]
- 1998: Bundesverdienstkreuz 1. Klasse
- 2001: Ludwig-Erhard-Preis für Wirtschaftspublizistik der Ludwig-Erhard-Stiftung[19]

## Schriften (Auszug)
- Der internationale Preiszusammenhang. Eine Studie über die Inflationsimport in der Bundesrepublik. Dissertation. Heymann, Köln [u. a.] 1969
- mit Bernhard Gahlen: Wohlstand und Stabilität bei begrenztem Wachstum. Band 1. Walter-Raymond-Stiftung, Köln 1976, ISBN 3-7616-0306-1
- Wir stehen jetzt hinter der Theke. In: Der Spiegel. Nr. 5, 1977 (online – 24. Januar 1977).
- mit Klaus-Dieter Schmidt: Die deutsche Wirtschaft im Strukturwandel. Mohr, Tübingen 1980, ISBN 3-16-343981-0
- Wir können in eine Depression hineingeraten. In: Der Spiegel. Nr. 7, 1983 (online – 14. Februar 1983).
- mit Wolfram Engels, Armin Gutowski, Wolfgang Stützel, Carl Christian von Weizsäcker & Hans Willgerodt: Vorschläge zu einer „Kleinen Steuerreform“. Stiftung Marktwirtschaft, 1983, ISBN 3-89015-001-2
- mit Achim Seffen & Otto Vogel (Hrsg.): Soziale Sicherung. Von der Finanzkrise zur Strukturreform. Deutscher Instituts-Verlag, Köln 1984, ISBN 3-602-34843-1
- mit Winfried Schlaffke (Hrsg.): Kirche und Unternehmen in Verantwortung für die Probleme unserer Zeit. Deutscher Instituts-Verlag, Köln 1984, ISBN 3-602-34839-3
- Im Wendekreis des Krebsens. Traktat über Politik und Wirtschaft. Informedia Verlag, Köln 1985, ISBN 3-921349-44-3
- Mehr Flexibilität am Arbeitsmarkt. Institut für Weltwirtschaft, Kiel 1986, ISBN 3-925357-37-8
- (Hrsg.): Kirche und Wirtschaft in der Verantwortung für die Zukunft der Weltwirtschaft. Deutscher Instituts-Verlag, Köln 1987, ISBN 3-602-34850-4
- mit Otto Vogel (Hrsg.): Brauchen wir eine neue Industriepolitik? Deutscher Instituts-Verlag, Köln 1987, ISBN 3-602-34851-2
- mit Otto Vogel (Hrsg.): Unternehmensbesteuerung am Standort Bundesrepublik. Deutscher Instituts-Verlag, Köln 1988, ISBN 3-602-14226-4
- mit Horst Lemke & Gerhard W. Wittkämper: Beruf und Arbeitsrecht im EG-Binnenmarkt. Deutscher Instituts-Verlag, Köln 1989, ISBN 3-602-24897-6
- mit George M. von Furstenberg (Hrsg.): A supply-side agenda for Germany. Sparks from the United States, Great Britain, European integration. Springer, Berlin [u. a.] 1989, ISBN 3-540-50544-X
- mit Hans-Peter Fröhlich & Otto Vogel: Sozialverträgliche Ausgestaltung der deutsch-deutschen Währungsunion. Gutachten. Deutscher Instituts-Verlag, Köln 1990, ISBN 3-602-24001-0
- Herbert Giersch. Ein Vortrag gehalten auf Einladung der Gesellschaft zur Förderung des Instituts für Weltwirtschaft am 25. Juni 1989 Mohr, Tübingen 1990, ISBN 3-16-145638-6
- (Hrsg.): Orientierungsmarken für die neunziger Jahre. Vorträge und Podiumsdiskussion anlässlich eines Iw-Forums am 16. Oktober 1989 in Bonn-Bad Godesberg. Deutscher Instituts-Verlag, Köln 1990, ISBN 3-602-14269-8
- Sackgasse oder Silberstreif. Thesen zur neuen Wirtschaftswelt. Informedia Verlag, Köln 1992, ISBN 3-921349-56-7
- (Hrsg.): Standort D. Nach der Vereinigung – vor dem Binnenmarkt. Deutscher Instituts-Verlag, Köln 1992, ISBN 3-602-34858-X
- (Hrsg.): Standortfaktor Bewegungsfreiheit. Deutscher Instituts-Verlag, Köln 1993, ISBN 3-602-14338-4
- mit Winfried Schlaffke (Hrsg.): Standort D: Bildung. Mangel an Fachkräften – Überfluss an Akademikern. Deutscher Instituts-Verlag, Köln 1993, ISBN 3-602-14340-6
- mit Winfried Schlaffke (Hrsg.): Die Marktwirtschaft und ihre soziale Komponente. Deutscher Instituts-Verlag, Köln 1993, ISBN 3-602-34861-X
- mit Werner Dichmann (Hrsg.): Gesellschaftliche und ökonomische Funktionen des Privateigentums. Deutscher Instituts-Verlag, Köln 1996, ISBN 3-602-34860-1
- (Hrsg.): Sozialstaat im Umbruch. Deutscher Instituts-Verlag, Köln 1997, ISBN 3-602-14432-1
- mit Reinhold Weiss (Hrsg.): Auf den Punkt gebracht: Bildung – Wirtschaft – Gesellschaft im Spiegel des Zitats. Deutscher Instituts-Verlag, Köln 1999, ISBN 3-602-14492-5
- Standort Europa. Zukunftsfähig im internationalen Wettbewerb. Inter Nationes, Bonn 2000
- (Hrsg.): The service economy – an engine for growth and employment. Proceedings of the XIII. International Conference of Private Business Organizations. Deutscher Instituts-Verlag, Köln 2000, ISBN 3-602-14521-2
- mit Friedrich Merz: Arbeit und Kapital. GDA, Gesellschaft für Marketing und Service der Deutschen Arbeitgeber mbH, Berlin 2002, ISBN 3-936074-16-X